# Iiiあいすくりん
『iiiあいすくりん』（あいあいあいあいすくりん）は、シンエイ動画とTIAの共同制作およびブルーシールアイスクリームの企画協力による日本のテレビアニメ作品。2021年4月6日よりテレビ東京系列「きんだーてれび」にて放送。
2022年5月9日のアイスクリームの日に2期『iiiあいすくりん2』（あいあいあいあいすくりんだぶる）がテレビ東京「イニミニマニモ」内で放送されることが発表、2022年7月2日より放送開始した。
アイスクリームタウンを舞台とし、あいすくりん達の日常が描かれる。ナレーションは高橋茂雄（サバンナ）が担当。

## 登場キャラクター
ブルーシールアイスクリームのフレーバー15種類と動物を組み合わせたキャラクターがそれぞれ登場する。
バニラン
フレーバー：バニラ、動物：クマ
声 - 川田妙子
好きなものが多くよく迷う。友達ととても仲良し。
チョコン
フレーバー：チョコレート、動物：カピバラ
声 - 折笠富美子
カフェを経営していて、おっちょこちょいでよく間違える。
ママンゴ
フレーバー：マンゴタンゴ、動物：ナマケモノ
声 - 岩崎諒太
動きも喋りも遅い。泳ぎが得意な一面も。
ブルーン
フレーバー：ブルーウェーブ、動物：ユニコーン
声 - 千本木彩花
絵を描く等様々なことが得意。苦手なことは褒められること。
ストッチー
フレーバー：ストロベリーチーズケーキ、動物：ハリネズミ
声 - 小原好美
シャイな性格。よく物陰で皆を観察している。
フランシスコ・ミントン15世
フレーバー：サンフランシスコミントチョコ、動物：ペンギン
声 - 堀内まり菜
アイスクリームタウンの皇帝。兄弟が多く、見分けるのはアイスクリームタウンの住民でも困難。
バッキー
フレーバー：バニラ＆クッキー、動物：ユキヒョウ
声 - 前田玲奈
行動も言葉もクール。住民には明かしていないが、家は可愛いものでいっぱい。
茶々（ちゃちゃ）
フレーバー：抹茶、動物：フクロウ
声 - 佐藤舞
いつも家で本を読んで研究している。外に出ても研究の材料を探す。太陽光が苦手で、外では特殊な傘をさす。
ちっち
フレーバー：ショコラクッキー、動物：カワウソ
声 - 森永千才
性格は怖がりで泣き虫、ネガティブ。絶叫系。勇気を出して行動すると絶叫するクセがあった。
好きな物は散歩、ののちゃん。嫌いな物は、全部。バニランは似たもの同士。
みんなに振り回されがち。
ティララ
フレーバー：ティラミス、動物：ジャイアントパンダ
声 - 長縄まりあ
みんなの人気者。いつも流行の最先端を行くが、飽きっぽくもある。
ナップ
フレーバー：パイナップルソルベ、動物：フェネック
声 - 佐藤恵
噂とおしゃべりが好き。よく話を大げさにしてしまう。
マブブ
フレーバー：トロピカルマーブル、動物：ドラゴン
声 - 木野日菜
バニランとナップが洞窟で出会ったあいすくりん。よく掃除する綺麗好き。
ウベたん
フレーバー：ウベ、動物：タスマニアデビル
声 - 依田菜津
皆のまとめ役。仕切り上手なしっかり者。
ポーさん
フレーバー：ネオポリタン、動物：マンモス
声 - 木内太郎
物知りで我慢強い。長い間氷から出られず困っていたが、マブブの吹いた火で解放された。
パティ
フレーバー：パッションフルーツソルベ、動物：カラカル
声 - 和多田美咲
目立ちたがりで誰かが自分より目立つことを嫌う。アイドルをしているが人気は低い。

## スタッフ
- 原作 - シンエイ動画[6]
- 監督 - 松村樹里亜[6]
- シリーズ構成・脚本 - 福田裕子[6]
- キャラクター原案 - まついあや[6]
- 音楽 - 東大路憲太[6]
- アニメーション制作 - シンエイ動画[6]、TIA[6]
- 制作協力 - 上海艺魂网络科技有限公司（中国、第1期のみ）、艾玛・福雷斯（大连）科技有限公司（中国）
- 企画協力 - ブルーシールアイスクリーム[6]
- キャラクターデザイン - くろち
- 美術監督 - 近藤達弥
- CGディレクター - 石川智久
- プロデューサー - 林郁美、西浩子、小林正臣、在原道子・梅津智史（第1期）、村松紗也子・楊在晩（第2期）
- アニメーションプロデューサー - 中村和喜
- 3DCGプロデューサー - 長澤剛史
- 制作デスク - 勝見恵（第1期）、谷澤吉紀（第2期）
- 制作進行 - 森野修平
- 音響監督 - 小沼則義
- 音響効果 - 風間結花
- 音楽制作 - イマジン
- 音響制作 - 神南スタジオ、フレーベル館